# Fashion Model Directory
Fashion Model Directory (FMD) è un database online di informazioni relative a modelle, agenzie di moda e stilisti. FMD è spesso considerato come una sorta di IMDb per l'industria della moda, in quanto uno dei più larghi database al mondo sull'argomento.
Il progetto di Fashion Model Directory è stato iniziato come progetto privato, il 13 settembre 1996 da Stuart Howard, ed inizialmente aveva un aspetto molto semplice. L'indirizzo iniziale era www.threestrings.com/stuart/. Soltanto nel 2002, dopo essere stato un anno offline il progetto è stato rilevato dal gruppo FashionOne e trasferito sull'attuale indirizzo. Dopo tre anni, nel 2005 FashionOne ha riattivato il sito con un nuovo aspetto grafico e nuove funzioni.